# Ілій
Ілій (івр. עלי — високий, обдарований) — біблійний персонаж Епохи Суддів, був священником (1 Сам. 1:9) та протягом сорока років суддею Ізраїля (1 Сам. 4:18).

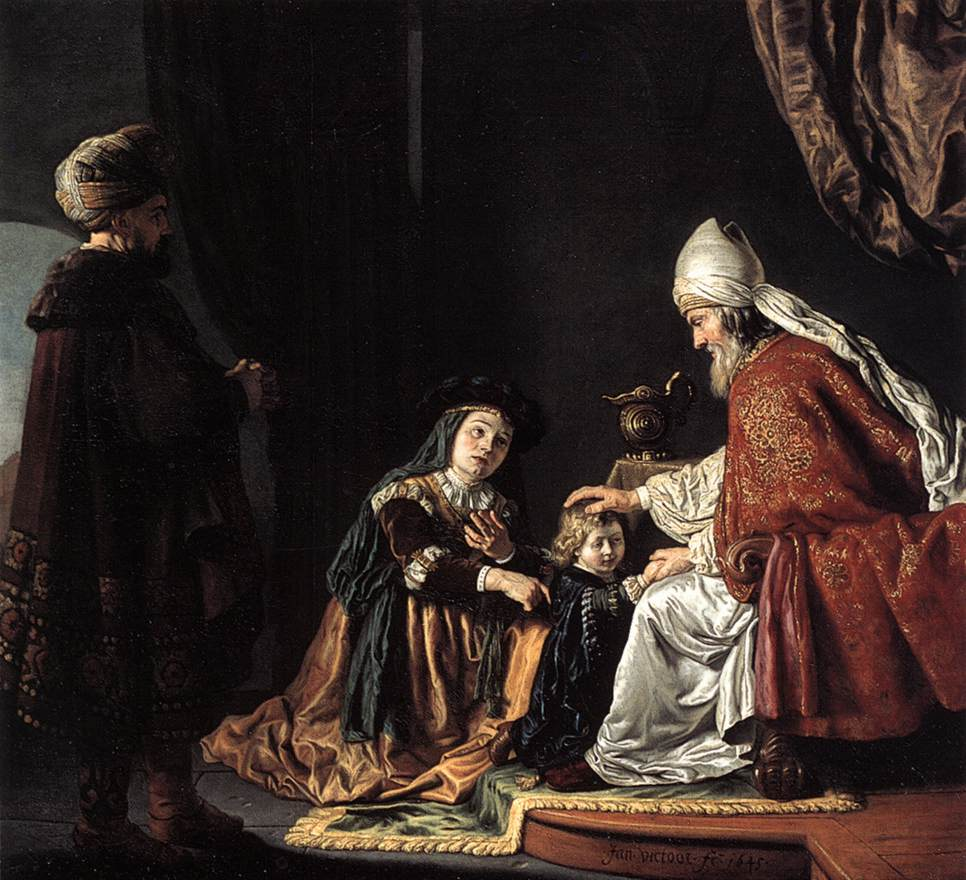
Анна показує свого сина Самуїла Ілії (Ян Вікторс, 1645)

## НародженняСамуїла
За біблійною розповіддю Ілій зустрічає Анну, яка вимолює у Господа дитину  у Храмі Господньому в Шіло і яка дає йому обітницю що син стане назореєм. Ілій відсилає її додому з запевненням народження сина «Іди в мирі, й нехай Бог Ізраїля дасть тобі те, про що його благала». Через рік Анна народила сина від свого чоловіка Елкана і назвала його Самуїл. Згідно з обітницею, яку вона дала, Анна привела свого сина до Храму і віддала на виховання до Ілії. Самуїл незабаром примітив що сини Ілії Хофні та Пінхас обкрадали жервоприношення та займалися розпустою з жінками, що служили при храмі. Він сказав про це самому Ілії, який проте лише виговорив це синам, однак сам нічого не робив щоби зарадити цьому. Одного разу Самуїл почув поклик Бога і передав його Ілії:

## ВтратаКовчегу Завіту
Згідно з Першою книгою Самуїла в період, що передував встановленню монархії в Ізраїлі (очевидно у 2-й половині XI ст. до н. е.), Ілій і два його сини — Хофні та Пінхас були священниками «Храму Господнього» в Шіло, де в той час знаходилася Скинія і Ковчег Завіту. Сини Ілія були «люди негідні, вони не знали Господа» (1 Сам. 2:12). Тоді до Ілії був посланий чоловік Божий, який сповістив кару за їхню провину. Під час війни з філістимлянами ізраїльтяни взяли з собою Ковчег Завіту, при якому були і священники щоби продемонструвати Божу підтримку. Однак Ізраїль зазнав нищівної поразки, обидва сини Ілії загинули разом із 30000 ізраїльтян, а Ковчег потрапив до рук ворогів, як і було сказано у пророцтві. Дізнавшись про це, Ілій впав зі свого стільця, зламав хребет і помер. Втім, йому до цього часу було вже 98 років.
Невістка Ілії, Пінхасова жінка, дізнавшись про смерть свекра і чоловіка, народила сина, якого назвала Іхавод («ганьба»), оскільки «Відійшла слава від Ізраїлю», вигукнула вона вмираючи, «бо взятий Ковчег Божий» (1 Сам. 4:22).